# Койка (приток Нерли)
Койка — река в России, протекает по Тейковскому району Ивановской области. Устье реки находится в 112 км по левому берегу реки Нерль, на границе с Гаврилово-Посадским районом. Исток — из болота Сахтышское Тейковского района Ивановской области. Длина реки составляет 22 км, площадь водосборного бассейна — 248 км². Не судоходна.
Имеет притоки (от устья к истоку): Момонеж (правый), Синдер (левый).
Вдоль русла реки расположены населённые пункты (от устья к истоку): Ясново, Медведево, Думино, Ново-Кутищево, Третьяково, Сахтыш.
В бассейне Койки в Сахтышском археологическом районе люди проживали от раннего мезолита до железного века. Выявлено 11 долговременных и сезонных поселений (Сахтыш I—II, IIa, III—IV, VII—XI, XIV) и 4 местонахождения артефактов (участки V—VI, XII—XIII). На пяти участках (I—II, IIa, VII, VIII) были обнаружены захоронения льяловской и волосовской культур.

## Данные водного реестра
По данным государственного водного реестра России относится к Окскому бассейновому округу, водохозяйственный участок реки — Нерль от истока и до устья, речной подбассейн реки — бассейны притоков Оки от Мокши до впадения в Волгу. Речной бассейн реки — Ока.
Код объекта в государственном водном реестре — 09010300812110000032562.